# Sea Containers

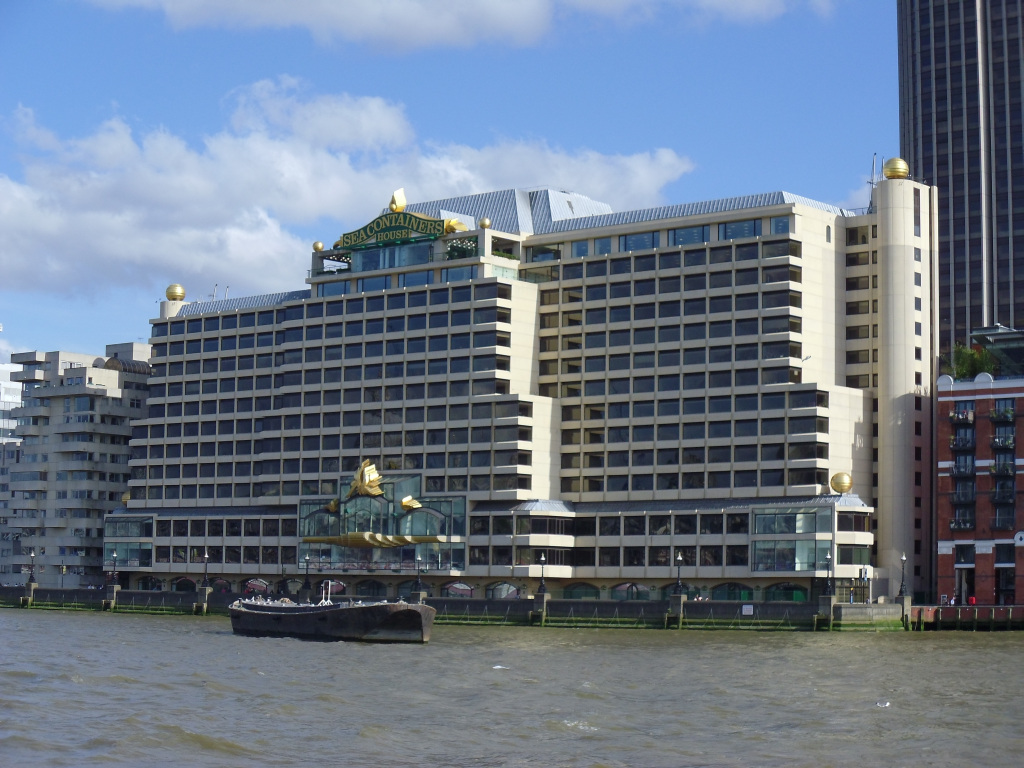
Sea Containers House sulla Riva del Tamigi a Londra

Sea Containers Ltd. era una compagnia marittima con sede registrata a Bermuda che operava in due aree di business: trasporti e leasing di container.
Nel marzo 2006 l'azienda ha venduto le sue azioni dell'Orient-Express Hotels. Sea Containers è in seguito entrata nello status descritto dal Chapter 11 negli Stati Uniti.

## Storia
James Sherwood, un diplomato presso la Yale University ed ufficiale in congedo della Marina militare statunitense, fondò la Sea Containers nel 1965, con un capitale iniziale di 100000 $. 
Dopo 40 anni, la società iniziale si era espansa in un fornitore di container in leasing, in varie compagnie di navigazione, nonché in hotel di lusso e treni, incluso il Venice-Simplon Orient-Express e la compagnia ferroviaria Great North Eastern Railway che gestiva un collegamento da Londra a Edimburgo.

## Trasporti

### Servizio di traghetti
Il 24 marzo 2006 Sea Containers annunciò la sua intenzione di ritirarsi dal business dei trasporti su traghetti. Questi erano:
- SeaStreak: servizio collegamento veloce fra New York e New Jersey (fino alla vendita alla New England Fast Ferry);
- SNAV-Hoverspeed: una joint venture con l'operatore italiano SNAV. Usava l'ex Seacat Danmark come Zara Jet;
- Aegean Speed Lines: una joint venture in Grecia con la Eugenides Group.

I seguenti business era già stati dismessi:
- Hoverspeed servizi sul canale de La Manica;
- SeaCat (linea Belfast-Troon).

### Altro
Altre attività:
- Hart Fenton: una compagnia di architettura ed ingegneria navale.
- Sea Containers Chartering Ltd.

### Ferrovie
- Great North Eastern Railway: una compagnia ferroviaria operante con treni ad alta velocità in Inghilterra dal 1996 fino 2007.

## Containers
Il leasing di container di Sea Containers è prevalentemente gestito da GE SeaCo, una joint venture con GE Capital. GE SeaCo opera una delle più importanti flotte di container navali al mondo. Sea Containers detiene in tutto o parzialmente cinque depositi container e quattro stabilimenti produttivi per container convenzionali e refrigerati. Inoltre, detiene una nave portacontainer.

## Attività varie
- Sea Containers Property Services Ltd; sviluppo proprietà, gestione assets
- The Illustrated London News Group (ILNG); pubblicistica
- Fruit farming; Sea Containers è proprietaria di piantagioni in Africa Occidentale e Sud America
- Fairways & Swinford; Tour operator inglese